# Bart Gunn
Michael Burton Polchlopek, meglio conosciuto come Bart Gunn (Titusville, 27 dicembre 1963), è un ex wrestler ed ex artista marziale misto statunitense di origini polacche, noto per i suoi trascorsi nella World Wrestling Federation durante gli anni novanta.
In WWF ha vinto la prima ed unica edizione del Brawl for All, disputatasi nel 1998, e tre titoli del World Tag Team Championship (con Billy Gunn).

## Carriera

### Gli esordi (1990–1993)
Michael Polchlopek fu introdotto nel mondo del wrestling nel 1990, venendo addestrato da Blackjack Mulligan.

### World Wrestling Federation (1993–1999)

#### Smoking Gunns (1993–1996)
Michael Polchlopek debuttò nella World Wrestling Federation nell'aprile del 1993, con il ring name di Bart Gunn, facendo sùbito coppia con il fratello (in kayfabe) Billy nei cosiddetti Smoking Gunns; tra il 1995 e il 1996, i due vinsero per tre volte il WWF Tag Team Championship.

#### Competizione in singolo (1996-1997)
Nell'autunno del 1996 iniziò una faida con suo fratello Billy, che nel frattempo aveva effettuato un turn heel, conclusasi vittoriosamente nella puntata di Raw del 16 dicembre; nei mesi successivi iniziò a lottare nella competizione singola, senza però ottenere grande successo.

#### I New Midnight Express (1997-1998)
Sotto il suo nuovo manager Jim Cornette, Gunn a fine 1997 si alleò per alcuni mesi con Bob Holly, con cui formò i cosiddetti New Midnight Exspress. La squadra ha avuto un successo limitato, anche se hanno conquistato il NWA World Tag Team Championship e mantenuto per un breve periodo nel 1998.

#### Brawl for All e licenziamento (1998-1999)
Durante l'estate del 1998 partecipò al torneo Brawl for All, una competizione di arti marziali miste indetta dalla WWF per decretare il miglior lottatore puro della federazione; nonostante non fosse considerato tra i favoriti della vigilia, Gunn vinse il torneo sconfiggendo Bradshaw in finale.
Il 28 marzo 1999, a WrestleMania XV, affrontò il pugile professionista Eric Esch, meglio conosciuto come Butterbean, perdendo per KO in trentacinque secondi; due mesi più tardi venne licenziato.

### Ritorno nella World Wrestling Entertainment (2003, 2007)
Lottando come Mike Barton, nel dicembre 2003 lui e Jim Steele combatterono in due match di prova per entrare nella World Wrestling Entertainment; due dark match mai trasmessi in televisione. La coppia vinse entrambi gli incontri ma non riuscì ad ottenere un contratto con la WWE.
Il 10 dicembre 2007 tornò infine nella WWE come Bart Gunn a Raw, dove partecipò alla 15th Anniversary Battle Royal. Fu eliminato da Steve Blackman. Poco tempo dopo, decise di ritirarsi dal wrestling.

## Risultati nelle arti marziali miste
| Risultato | Record | Avversario      | Metodo                          | Evento     | Data            | Round | Tempo | Città               |
| --------- | ------ | --------------- | ------------------------------- | ---------- | --------------- | ----- | ----- | ------------------- |
| Sconfitta | 1-1    | Ikuhisa Minowa  | Decisione (unanime)             | Bushido 13 | 5 novembre 2006 | 2     | 5:00  | Yokohama (Kanagawa) |
| Vittoria  | 1-0    | Wesley Correira | KO tecnico (chiamata arbitrale) | Beatdown 1 | 17 giugno 2006  | 1     | 1:45  | Honolulu (Hawaii)   |

## Titoli e riconoscimenti
- All Japan Pro-Wrestling
  - AJPW World Tag Team Championship (1)[2] – con John Laurinaitis
- International Wrestling Federation
  - IWF World Tag Team Championship (2)[3] – con Billy Gunn
- National Wrestling Alliance
  - NWA World Tag Team Championship (1)[4] – con Bob Holly
- Pennsylvania Championship Wrestling
  - PCW American Championship (2)[5]
- Pro Wrestling Illustrated
  - 129° tra i 500 migliori wrestler singoli nella PWI 500 (1997)[6]
- World Wrestling Federation
  - WWF World Tag Team Championship (3)[7] – con Billy Gunn
  - Brawl for All (1998)[8]